# Hitch: Lék pro moderního muže
Hitch: Lék pro moderního muže (v anglickém originále Hitch) je americká filmová komedie z roku 2005. Režisérem filmu je Andy Tennant. Hlavní role ve filmu ztvárnili Will Smith, Eva Mendes, Kevin James, Amber Valletta a Julie Ann Emery.

## Obsazení
| Will Smith        | Alex Hitchens    |
| Eva Mendes        | Sara Melas       |
| Kevin James       | Albert Brennaman |
| Amber Valletta    | Allegra Cole     |
| Julie Ann Emery   | Casey Sedgewick  |
| Adam Arkin        | Max              |
| Robinne Lee       | Cressida Baylor  |
| Nathan Lee Graham | Geoff            |
| Michael Rapaport  | Ben              |